# Dommartin-Varimont
Pour les articles homonymes, voir Dommartin.
Dommartin-Varimont est une commune française, située dans le département de la Marne en région Grand Est.

## Géographie

### Communes limitrophes
| Herpont     | Dampierre-le-Château |          |
|             | Dommartin-Varimont   | Épense   |
| Somme-Yèvre |                      | Noirlieu |

La commune est située sur les bords de la Yèvre.

### Hydrographie
La commune est dans la région hydrographique « la Seine du confluent de l'Oise (inclus) à l'embouchure » au sein du bassin Seine-Normandie. Elle est drainée par l'Yevre, le Rouillat et divers autres petits cours d'eau,.
L'Yèvre, d'une longueur de 17 km, prend sa source dans la commune de Somme-Yèvre et se jette  dans divers bras de l'Auve à Dommartin-Dampierre, après avoir traversé six communes. 

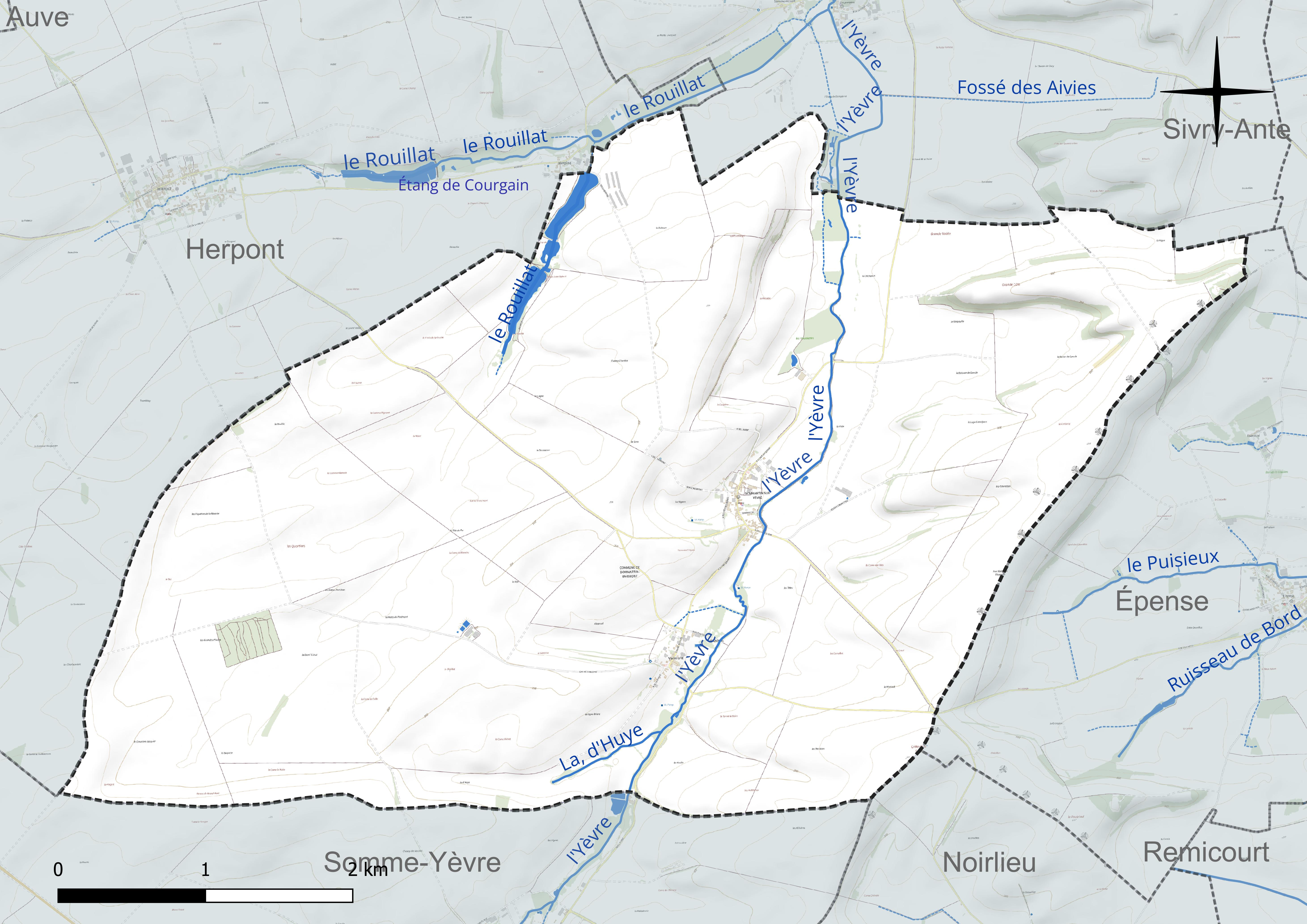
Réseau hydrographique de Dommartin-Varimont.

### Climat
Pour des articles plus généraux, voir Climat du Grand Est et Climat de la Marne.
En 2010, le climat de la commune est de type climat des marges montargnardes, selon une étude du Centre national de la recherche scientifique s'appuyant sur une série de données couvrant la période 1971-2000. En 2020, Météo-France publie une typologie des climats de la France métropolitaine dans laquelle la commune est exposée à un climat océanique altéré et est dans la région climatique  Nord-est du bassin Parisien, caractérisée par un ensoleillement médiocre, une pluviométrie moyenne régulièrement répartie au cours de l’année et un hiver froid (3 °C). 
Pour la période 1971-2000, la température annuelle moyenne est de 10 °C, avec une amplitude thermique annuelle de 15,8 °C. Le cumul annuel moyen de précipitations est de 850 mm, avec 12,8 jours de précipitations en janvier et 9 jours en juillet. Pour la période 1991-2020, la température moyenne annuelle observée sur la station météorologique de Météo-France la plus proche, « Argers », sur la commune d'Argers à 11 km à vol d'oiseau, est de 10,9 °C et le cumul annuel moyen de précipitations est de 739,4 mm. 
La température maximale relevée sur cette station est de 41,1 °C, atteinte le 25 juillet 2019 ; la température minimale est de −17,5 °C, atteinte le 20 décembre 2009,,. 
Les paramètres climatiques de la commune ont été estimés pour le milieu du siècle (2041-2070) selon différents scénarios d'émission de gaz à effet de serre à partir des nouvelles projections climatiques de référence DRIAS-2020. Ils sont consultables sur un site dédié publié par Météo-France en novembre 2022.

## Urbanisme

### Typologie
Au 1er janvier 2024, Dommartin-Varimont est catégorisée commune rurale à habitat dispersé, selon la nouvelle grille communale de densité à sept niveaux définie par l'Insee en 2022.
Elle est située hors unité urbaine. Par ailleurs la commune fait partie de l'aire d'attraction de Châlons-en-Champagne, dont elle est une commune de la couronne,. Cette aire, qui regroupe 97 communes, est catégorisée dans les aires de 50 000 à moins de 200 000 habitants,.

### Occupation des sols
L'occupation des sols de la commune, telle qu'elle ressort de la base de données européenne d’occupation biophysique des sols Corine Land Cover (CLC), est marquée par l'importance des territoires agricoles (98,9 % en 2018), une proportion sensiblement équivalente à celle de 1990 (98,7 %). La répartition détaillée en 2018 est la suivante : 
terres arables (93,5 %), zones agricoles hétérogènes (5,4 %), eaux continentales (1,1 %). L'évolution de l’occupation des sols de la commune et de ses infrastructures peut être observée sur les différentes représentations cartographiques du territoire : la carte de Cassini (XVIIIe siècle), la carte d'état-major (1820-1866) et les cartes ou photos aériennes de l'IGN pour la période actuelle (1950 à aujourd'hui).

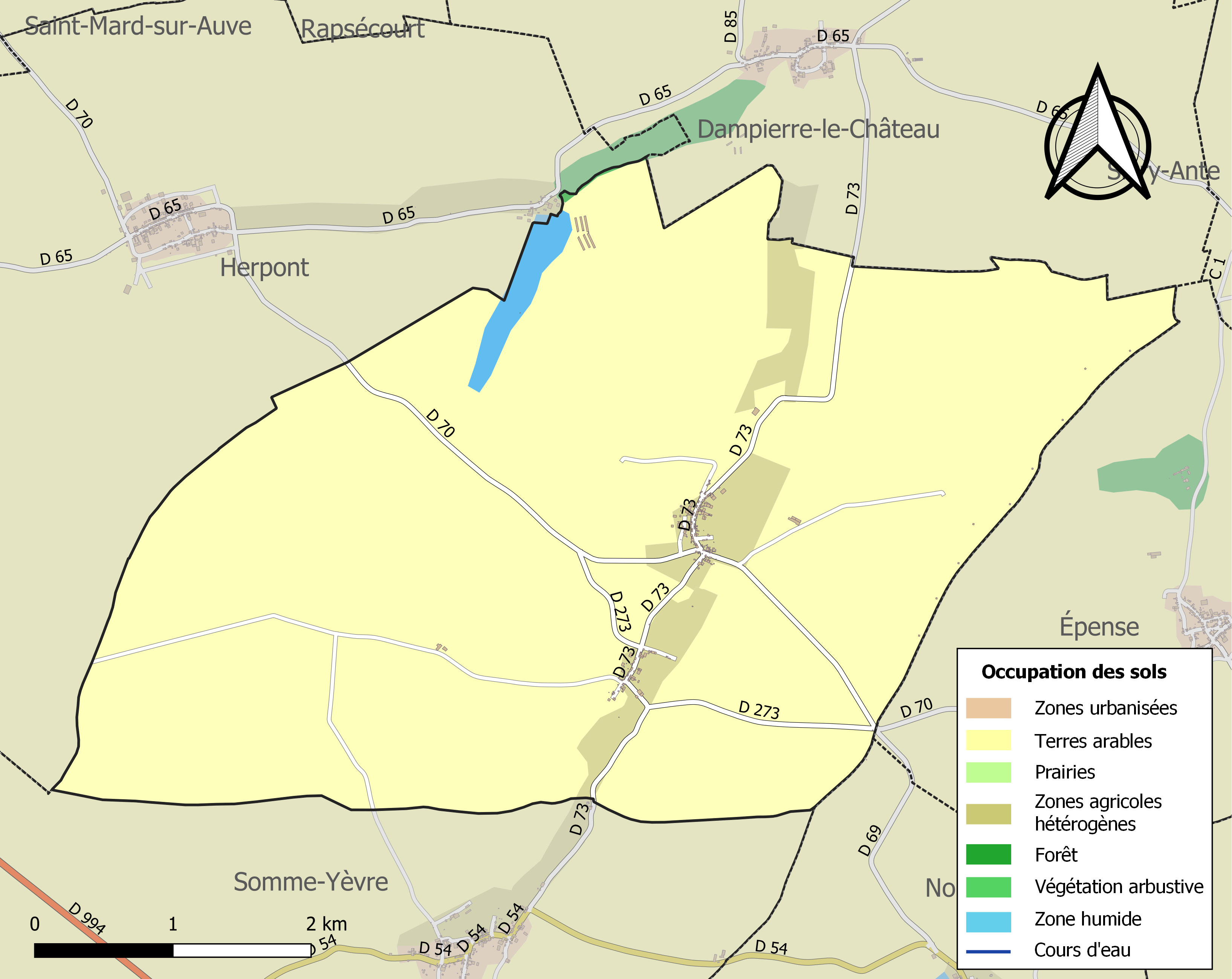
Carte des infrastructures et de l'occupation des sols de la commune en 2018 (CLC).

## Toponymie
Dommartin est attesté sous les formes Domnus Martinus (1138) ; Dammartin (1148) ; Dommartin (1178) ; « Dammartin juxta castrum de Dampetra » (1195) ; Domnus Martinus super Evram (1233) ; Dam-Martin (1237) ; Dammartin juxta Dampetram, Donmartinus (vers 1252) ; Donmartin-sur-Yèvre (vers 1300) ; Dommartin-sur-Èvre (1406) ; Dompmartin emprès Warimont (1408) ; Dommartin-sur-Yève (1416) ; Damnus Martinus (1425) ; Dompnus Martinus (1491) ; Dompmartin-sur-Yèvre (15..) ; Domartin-sur-Yèvre (1717) ; Daumartin-sur-Yèvre (1722).

L'origine du nom de Dommartin date du haut Moyen Âge. Il se compose du latin dominus, qui aboutit à Dom, titre honorifique donné à un noble ou à un ecclésiastique. Cette formation toponymique est répandue surtout dans l'est de la France, de la Lorraine à la Suisse romande, mais on la trouve aussi au Pays Basque. La seconde partie du nom fait allusion à saint Martin (env. 316-env. 397), originaire de Pannonie (Hongrie) et qui fut évêque de Tours.
Varimont est attesté sous les formes « Nova Villa ad Giraumont, parrochie de Donno Martino » ; Giromont ; in eadem Nova Villa (1178) ; Varimons (1221) ; Warimont (1237) ; Nova Villa de Warimont (vers 1252) ; Villa Nova à Warimont (vers 1252) ; Warimont delez Sommyèvre (1394) ; Varemont (1404) ; Warmont (1419) ; Warymont (1466) ; Voyrimont (1471) ; Varmont (1541) ; Varymont (1565) ; Varimont-sur-Yèvre (1572).

## Histoire
Les deux communes de Dommartin-sur-Yèvre et de Varimont ont fusionné en 1965.

## Politique et administration
Par décret du 29 mars 2017, l'arrondissement de Sainte-Menehould est supprimée et la commune est intégrée le 31 mars 2017 à l'arrondissement de Châlons-en-Champagne.

### Intercommunalité
La commune, antérieurement membre de la communauté de communes de la Région de Givry-en-Argonne, est membre, depuis le 1er janvier 2014, de la CC de l'Argonne Champenoise.
En effet, conformément au schéma départemental de coopération intercommunale de la Marne du 15 décembre 2011, cette communauté de communes de l'Argonne Champenoise est issue de la fusion, au 1er janvier 2014,  de : 
- la communauté de communes du Canton de Ville-sur-Tourbe ;
- de la communauté de communes de la Région de Givry-en-Argonne ;
- et de la communauté de communes de la Région de Sainte-Menehould.

Les communes isolées de Cernay-en-Dormois, Les Charmontois, Herpont et Voilemont ont également rejoint l'Argonne Champenoise à sa création.

### Liste des maires
| Période                                  | Période                      | Identité     | Étiquette | Qualité                         |
| ---------------------------------------- | ---------------------------- | ------------ | --------- | ------------------------------- |
| Les données manquantes sont à compléter. |                              |              |           |                                 |
| avant 1981                               |                              | Etienne Roth |           |                                 |
| mars 2001                                | En cours (au 4 juillet 2014) | Benoît Roth  |           | Réélu pour le mandat 2014-2020, |

## Équipements et services publics

### Postes et télécommunications
Deux boîtes aux lettres de La Poste se trouvent sur le territoire de la commune, rue Clovis Jacquiert (Dommartin) et rue Saint-Nicolas (Varimont). Les bureaux de poste les plus proches sont situés à Valmy et Sainte-Menehould.

### Justice, sécurité et secours
Du point de vue judiciaire, Dommartin-Varimont relève du conseil de prud'hommes, du tribunal de commerce, du tribunal judiciaire, du tribunal paritaire des baux ruraux et du tribunal pour enfants de Châlons-en-Champagne, dans le ressort de la cour d'appel de Reims. Pour le contentieux administratif, la commune dépend du tribunal administratif de Châlons-en-Champagne et de la cour administrative d'appel de Nancy.
Dommartin-Varimont est située en secteur Gendarmerie nationale et dépend de la brigade de Givry-en-Argonne.
En matière d'incendie et de secours, les casernes les plus proches sont celles de Dampierre-le-Château et Givry-en-Argonne, rattachées au Service départemental d'incendie et de secours (SDIS) de la Marne.

## Démographie
L'évolution du nombre d'habitants est connue à travers les recensements de la population effectués dans la commune depuis 1793. Pour les communes de moins de 10 000 habitants, une enquête de recensement portant sur toute la population est réalisée tous les cinq ans, les populations de référence des années intermédiaires étant quant à elles estimées par interpolation ou extrapolation. Pour la commune, le premier recensement exhaustif entrant dans le cadre du nouveau dispositif a été réalisé en 2007.

En 2022, la commune comptait 136 habitants, en évolution de −2,86 % par rapport à 2016 (Marne : −1,19 %, France hors Mayotte : +2,11 %).
| 1793 | 1800 | 1806 | 1821 | 1831 | 1836 | 1841 | 1846 | 1851 |
| ---- | ---- | ---- | ---- | ---- | ---- | ---- | ---- | ---- |
| 303  | 312  | 309  | 279  | 328  | 272  | 271  | 264  | 259  |

| 1856 | 1861 | 1866 | 1872 | 1876 | 1881 | 1886 | 1891 | 1896 |
| ---- | ---- | ---- | ---- | ---- | ---- | ---- | ---- | ---- |
| 239  | 246  | 217  | 194  | 202  | 194  | 209  | 220  | 196  |

| 1901 | 1906 | 1911 | 1921 | 1926 | 1931 | 1936 | 1946 | 1954 |
| ---- | ---- | ---- | ---- | ---- | ---- | ---- | ---- | ---- |
| 171  | 182  | 154  | 176  | 129  | 138  | 137  | 156  | 138  |

| 1962 | 1968 | 1975 | 1982 | 1990 | 1999 | 2006 | 2007 | 2012 |
| ---- | ---- | ---- | ---- | ---- | ---- | ---- | ---- | ---- |
| 119  | 165  | 148  | 133  | 119  | 125  | 131  | 132  | 139  |

| 2017 | 2022 | - | - | - | - | - | - | - |
| ---- | ---- | - | - | - | - | - | - | - |
| 138  | 136  | - | - | - | - | - | - | - |

## Sources